# شيخ الحديد
شيخ الحديد بلدة ومركز ناحية إدارية تابعة لمنطقة عفرين في محافظة حلب في سوريا. تقع شمال غرب مدينة حلب قرب الحدود مع لواء اسكندرون (حاليًا ضمن تركيا). بلغ عدد سكان الناحية 13,871 نسمة حسب تعداد عام 2004.